# Outpost: Crno sunce
Outpost: Crno sunce (eng. Outpost: Black Sun) je britanski film strave i užasa iz 2012. god., drugi u serijalu Outpost.

## Radnja
1990.-te. Lena Jonas (Catherine Steadman) je djevojka židovskog porijekla u lovu na nacističke ratne zločince. U potrazi za Horstom Klausenerom, zloglasnim nacističkim znanstvenikom koji je tijekom drugog svjetskog rata svojim jezivim genetskim pokusima pokušao stvoriti neuništivu vojsku, Lena dolazi u istočnoeuropsku zemlju zahvaćenu krvavim ratom. Njezin trag ju dovodi do usamljenog sela, gdje se šire glasine o zločinačkoj, nepoznatoj i naizgled neuništivoj vojsci koja nemilosrdno ubija sve na svom putu. NATO užurbano raspoređuje skupinu vojnika u to područje radi zaštite civilnog stanovništva.
Jednom na cilju, Lena upoznaje Wallacea (Richard Coyle), znanstvenika koji je godinama proučavao nacističke tajne. Kada budu napadnuti od živih mrtvaca u SS-ovskim odorama predvođenih tajanstvenim generalom (Johnny Meres), Lena i Wallace moraju zajedno s malenom grupom NATO-vih specijalnih snaga otići duboko iza neprijateljskih linija i razotkriti tajne prošlosti kako bi spriječili uspon Četvrtog Reicha.

## Uloge
- Catherine Steadman - Lena Jonas, djevojka u lovu na nacističke ratne zločince.
- Richard Coyle - Wallace, znanstvenik
- Ali Craig - Hall
- Nick Nevern - Carlisle
- Daniel Caltagirone - Macavoy
- Gary McDonald - Abbot
- Domenic Pontone - Josef
- Johnny Meres - SS general